# Passeriniova reakce
Passeriniova reakce je organická reakce, při níž z isokyanidu, aldehydu nebo ketonu a karboxylové kyseliny vzniká α-acyloxyamid.
Tuto reakci objevil roku 1921 Mario Passerini. Jedná se o první známou vícesložkovou reakci isokyanidů, která má navíc velký význam v kombinační chemii.
Později byl vyvinut enantioselektivní katalyzátor Passeriniovy reakce, což umožnilo provádět ji enantioselektivně.

## Mechanismus
Byly navrženy dva různé mechanismy Passeriniovy reakce.

### Iontový mechanismus
V polárních rozpouštědlech, jako jsou voda a methanol, reakce začíná protonací karbonylové skupiny, po níž následuje nukleofilní adice isokyanidu za vzniku nitriliového iontu 3. Poté adicí karboxylátu vznikne meziprodukt 4. Přenosem acylové skupiny a tautomerizací amidu se vytvoří konečný produkt 5.

### Soustředěný mechanismus
V nepoolárních rozpouštědlech a při vysokých koncentracích probíhá Passeriniova reakce pravděpodobně soustředěným mechanismem.
Při tomto mechanismu proběhne trimolekulární reakce isokyanidu (R–NC), karboxylové kyseliny a karbonylové sloučeniny jako řada nukleofilních adicí; meziprodukt TS# je pětičlenný cyklus s částečnou kovalentní jednoduchou či dvojnou vazbou. Následně dojde k přesunu acylu na sousední hydroxyl. Reakční kinetika je zde ovlivňována všemi třemi reaktanty.

## Význam
Passeriniova reakce je součástí mnoha vícesložkových reakcí, příkladem může být syntéza depsipeptidů pomocí Hornerovy–Wadsworthovy–Emmonsovy reakce,
a také k výrobě polymerů z obnovitelných materiálů.